# Bungu-Bungu-Carrousel
Bungu-Bungu-Carrousel is een lichtvoetig, luchthartig radioprogramma in Suriname waarin populaire muziek, advertenties en wetenswaardigheden enzovoorts elkaar aflossen. Deze werd verzorgd door Elisabeth Venetiaan, echtgenote van president Ronald Venetiaan op Radio Apintie. 

## Oorsprong
Bungu-Bungu was de naam van een carrousel die vroeger tijdens konfriyari, toen Suriname nog deel uitmaakte van het Koninkrijk der Nederlanden, als attractie werd gebruikt op die datum (meestal duurde het konfriyarifeest een hele week) waarbij de kinderen dan voor een paar centen op zo’n houten paard konden plaatsnemen, waarna de mallemolen – in eerste instantie – met mankracht werd rondgedraaid. Dat ging soms niet al te soepel, met horten en stoten, waarbij de carrousel een geluid maakte dat op bungu-bungu leek. Bungu-bungu is dus een geluidsnabootsend woord. Later ging dat ronddraaien wat soepeler toen de carrousel met stoomkracht werd aangedreven en weer later nog soepeler toen de elektriciteit zijn intrede deed)